# Hilario Azkarate
Hilario Azkarate Lupiola (Elorrio, Vizcaya, 9 de septiembre de 1935 - 22 de julio de 2012), conocido como Azkarate, fue un pelotari español de pelota vasca a mano, que jugaba en la posición de zaguero.
Fue el primer pelotari en lograr seis txapelas del campeonato manomanista. Era un pelotari con una derecha prodigiosa y un sotamano que dominaba como ningún otro manista de la época, que le permitían pasar a dominar el tanto cuando el rival estaba imponiendo su juego. Su zurda era tan justa que, en ocasiones, utilizaba la derecha para devolver las pelotas arrimadas a la pared. 
El juego de Azkarate se caracterizaba por una gran espíritu de lucha. Sus victorias en el manomanista sirvieron para impulsar la pelota a mano en Vizcaya. Cuando logró su primer título manista ante José Mari Palacios Ogueta, en 1960, sus vecinos 'acuñaron' el lema 'Hori, hori, Hilari!' (¡Eso, eso, Hilario!). 
En su honor, el frontón de Elorrio pasó a llamarse "Frontón Hilario Azkarate". 

## Finales manomanistas
| Año  | Campeón        | Subcampeón     | Tanteo | Frontón              |
| ---- | -------------- | -------------- | ------ | -------------------- |
| 1960 | Azkarate       | Ogueta         | 22-19  | Astelena             |
| 1961 | Azkarate       | Etxabe X       | 22-07  | Municipal de Bergara |
| 1962 | Azkarate       | García Ariño I | 22-21  | Vitoriano            |
| 1963 | García Ariño I | Azkarate       | 22-02  | Beotibar             |
| 1964 | Azkarate       | García Ariño I | 22-14  | Anoeta               |
| 1965 | Azkarate       | Atano X        | 22-17  | Anoeta               |
| 1966 | Atano X        | Azkarate       | 22-13  | Astelena             |
| 1967 | Azkarate       | Atano X        | 22-18  | Anoeta               |
| 1968 | Atano X        | Azkarate       | 22-17  | Anoeta               |

## Final del manomanista de 2ª Categoría
| Año  | Campeón         | Subcampeón | Tanteo | Frontón   |
| ---- | --------------- | ---------- | ------ | --------- |
| 1958 | García Ariño II | Azkarate   | 22-20  | Deportivo |